# Canthon lamproderes
Canthon lamproderes är en skalbaggsart som beskrevs av Ludwig Redtenbacher 1867. Canthon lamproderes ingår i släktet Canthon och familjen bladhorningar. Inga underarter finns listade.